# Estadio Easter Road
Easter Road es un estadio de fútbol ubicado en el distrito de Leith en Edimburgo (Escocia). Es el campo del club Hibernian, que juega en la Liga Premier Escocesa. El estadio tiene en la actualidad una capacidad para 20 421 espectadores sentados, lo que lo convierte en el quinto estadio más grande de Escocia. Easter Road también es conocido por sus hinchas como The Holy Ground o el San Siro de Leith. El estadio también ha sido utilizado para partidos internacionales, semifinales de la Copa de la Liga Escocesa y fue, brevemente, el estadio local del club de rugby de Edimburgo.
El Hibernian jugó su primer partido en la ubicación actual de Easter Road en 1893. El 2 de enero de 1950, un número récord de 65 860 espectadores se dio cita en el estadio para el derby de Edimburgo. En ese entonces, el estadio contaba con secciones de graderías muy grandes. El tamaño de las graderías fue reducido en gran medida en los años 1980. Tras la publicación del Informe Taylor, Hibernian consideró mudarse a otro estadio, pero esos planes fueron abandonados en 1994. La renovación del estadio se inició en 1995 y fue finalmente completada en 2010. La cancha del Easter Road tenía un desnivel pronunciado hasta que fue eliminado al final de la temporada 1999-2000.

## Historia
El Hibernian jugó su primer partido en el parque "The Meadows" el 25 de diciembre de 1875. El club se mudó a la zona de Easter Road en 1880, a una cancha llamada Hibernian Park. Este lugar tenía la ventaja de ser equidistante de las dos zonas donde se encontraba la mayor concentración de sus hinchas, las comunidades de inmigrantes irlandeses del puerto de Leith y del casco antiguo de Edimburgo. Cuando el Hibernian sufría dificultades financieras en la década de 1890, el contrato sobre Hibernian Park expiró y los dueños comenzaron la construcción de lo que hoy en día es Bothwell Street. El club fue reformado en 1892 y se alquiló un pedazo de terreno llamado Drum Park. El lugar tenía acceso restringido desde Easter Road, un desnivel pronunciado y estaba cerca de Bank Park, el campo del Leith Athletic. Pese a que había un sentido de continuidad con relación al anterior recinto, los hinchas estaban ansiosos de empezar de nuevo. El primer partido jugado en Easter Road fue un amistoso contra Clyde el 4 de febrero de 1893.
El primer partido de la Liga Escocesa en Easter Road se jugó cuando los Hibs se unieron a la liga en la temporada 1893-1894. El club tuvo un período exitoso en esta época ganando la Copa Escocesa en 1902 y el campeonato de la liga en 1903. A pesar de estos logros, el equipo estaba considerando mudarse nuevamente. Los Hibs consideraron mudarse a Aberdeen en 1902, un año antes de que Aberdeen F.C. fuese fundado. En 1909 comenzó la construcción de un potencial nuevo estadio en la zona de Piershill en Edimburgo, pero la North British Railway ganó un juicio que le permitió construir una línea de tren sobre el terreno. Finalmente no se construyó ninguna línea de tren, pero se convenció a los Hibs de que construyesen su estadio en otro lugar. El futuro de Easter Road fue recién asegurado en 1922, cuando el club llegó a un acuerdo para arrendar el lugar durante 25 años. Dos años después, se levantaron tres bancos de graderías, mientras que la gradería principal fue construida en el lado oeste de la cancha, con una capacidad para 4.480 personas.

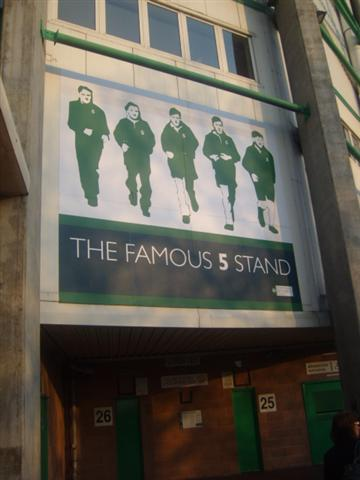
Imagen de los Famosos Cinco en Easter Road.

Inmediatamente después de la Segunda Guerra Mundial, los Hibs experimentaron un período muy exitoso, pues ganaron tres campeonatos de la liga entre 1948 y 1952. Esto llevó a mayores niveles de asistencia, alcanzando un récord de 65.860 espectadores el 2 de enero de 1950 en el derby de Edimburgo contra el Hearts. Esta cifra también constituye el récord de espectadores para cualquier partido jugado en Edimburgo. Al ver que los hinchas tuvieron que apretarse mucho en las graderías para alcanzar este récord, el tamaño de la gradería Este fue aumentado. El club incluso había hecho planes para aumentar la capacidad total del estadio a cerca de 100 000 espectadores.
El Hibernian fue uno de los primeros clubes en instalar torres de luces en las esquinas de su estadio, a diferencia de las luces montadas en el techo, utilizadas en Ibrox. Las luces de Easter Road fueron instaladas por una empresa local, Miller & Stables, quienes construirían estructuras similares para muchos otros estadios en Escocia. Fueron empleadas por primera vez para un derby de Edimburgo jugado el 18 de octubre de 1954. La gradería norte fue techada en 1960, pero el campo se mantuvo sin cambios durante las décadas de 1960 y 1970. Los Hibs fueron el primer club en Escocia en instalar un sistema de calefacción en el subsuelo en 1980. Se instalaron bancos en la gradería norte en 1982, pero esto fue realizado sólo porque era más barato que reemplazar las barreras de la gradería. Poco tiempo después, el presidente del Hibernian admitiría que el estadio era un "desastre".

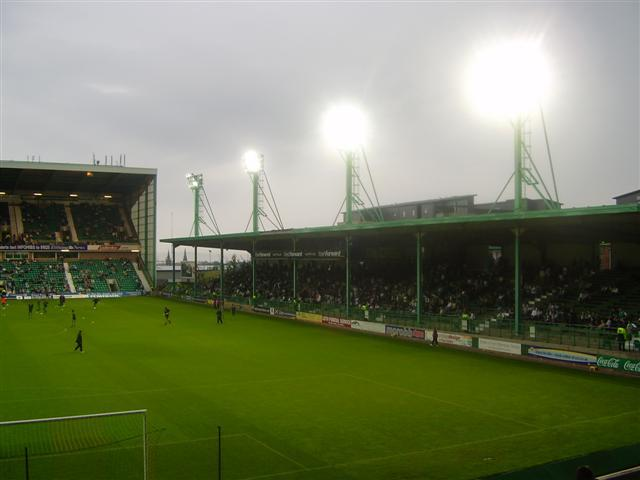
Grada Este, construida en 1985 y demolida en marzo de 2010.

## Estructura e instalaciones

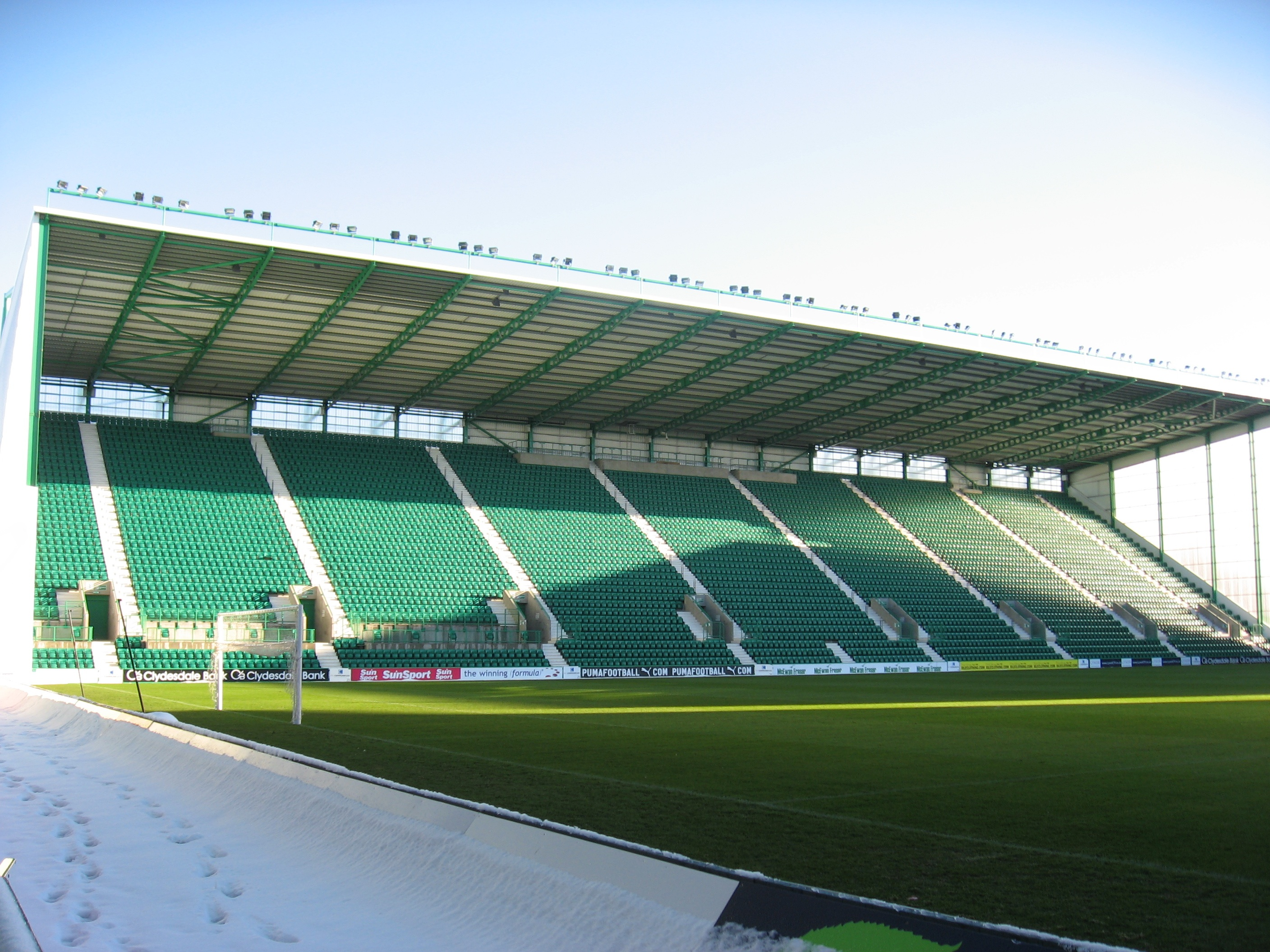
La nueva Grada Este, abierta en agosto de 2010.

Todas las plazas de Easter Road tienen asiento. El estadio está dividido en cuatro secciones: la Famous Five (la antigua Grada Norte), y las gradas Este, Sur y Oeste. La Famous Five y la Grada Sur forman la parte más antigua del estadio, construida en 1995. Cada graderío tiene dos niveles, una cubierta y una capacidad aproximada de 4000 asientos.

## Otros usos

### Otros partidos de fútbol
El equipo de Kirkcaldy, Raith Rovers, utilizó Easter Road en una ocasión, para jugar un partido de la Copa de la UEFA contra el Bayern Munich en 1995 debido a la escasa capacidad de su estadio habitual.

#### Partidos internacionales
Se han jugado cinco partidos internacionales en Easter Road, todos después de 1998.
| 22 de abril de 1998 | Local | vs. | Visita |  |  |

| 15 de octubre de 2002 | Local | vs. | Visita |  |  |

| 30 de mayo de 2004 | Local | vs. | Visita |  |  |

| 17 de noviembre de 2004 | Local | vs. | Visita |  |  |

| 4 de junio de 2006 | Local | vs. | Visita |  |  |

### Otros deportes
Easter Road también fue el campo del equipo de rugby Edinburgh a finales de los 1990.Los partidos de la Heineken Cup contra el Ebbw Vale RFC y el Toulouse se jugaron en el campo durante la temporada 1998-99, con una asistencia de unos pocos miles de espectadores.Edimburgo volvió a expresar interés en utilizar Easter Road tanto en 2004 como en 2006, pero el técnico del Hibs, Tony Mowbray, se opuso, pues le preocupaba que jugar al rugby dañara el campo.
El 15 de noviembre de 2009, se celebró en el estadio un combate de boxeo de aficionados.

### Usos no deportivos
Elton John dio el primer concierto de rock de Easter Road el 25 de junio de 2005.
La sede principal de la Homeless World Cup es la Grada Sur del estadio.

## Transporte
La estación de ferrocarril Edimburgo Waverley, principal estación de Edimburgo, está a 2,4 Km. del estadio.